# Nav (rapper)
Navraj Singh Goraya, beter bekend als Nav, is een Canadese rapper, producer en songwriter van Punjabi afkomst. Hij werd geboren in Toronto en groeide op in Rexdale: bekend vanwege zijn multiculturele gemeenschap en levendige hiphopscene. Nav begon zijn carrière als muziekproducer en werkte aan beats voordat hij zelf als artiest doorbrak.
Zijn ouders waren immigranten uit India; zijn moeder werkte in de informatietechnologie, terwijl zijn vader als heftruckchauffeur werkte. Nav ontwikkelde al op jonge leeftijd een interesse in muziek, beïnvloed door zowel de hiphopcultuur in Toronto als de Indiase muziek die hij thuis hoorde.

## Carrière
Nav verwierf voor het eerst brede erkenning in 2016 met de single Myself, die viraal ging op platforms zoals SoundCloud. Zijn muziek is gekenmerkt door zijn melancholische, autotune-gedreven stem en de combinatie van donkere, atmosferische beats.
Zijn groeiende populariteit trok de aandacht van The Weeknd, die hem in 2017 tekende bij zijn label XO Records, dat samenwerkt met Republic Records. Dit gaf Nav een platform om zijn muziek op grotere schaal uit te brengen.